# نريد أن نعيش
حركة نريد أن نعيش أو بدنا نعيش، هي حركة شبابية شعبية في قطاع غزة تدعو إلى زيادة الفرص الاقتصادية وإزالة حماس من السلطة. تأسست الحركة في مارس 2019، مما أدى إلى اندلاع الاحتجاجات الاقتصادية في غزة عام 2019. وهي غير مرتبطة بأي حزب سياسي واحد، وقد ربطت بعض المصادر الحركة بالربيع العربي في أوائل عام 2010.

## الأهداف
تستجيب الحركة لقضايا متعددة، تُعرف على نطاق واسع بالحرمان الاقتصادي، مثل معدلات البطالة وزيادة الضرائب. وتشمل القضايا الأخرى المثيرة للقلق كفاءة القيادة، ونقص الكهرباء، والحصول على مياه الشرب، وانعدام الأمن الغذائي، والحصول على التعليم، وحرية التعبير.

## تاريخ
بدأت الحركة في مارس 2019، كجزء من احتجاجات غزة الاقتصادية 2019. وسرعان ما اكتسبت صفحة المجموعة على فيسبوك عدة آلاف من المتابعين. في البداية، انتقدت الحركة حماس، لكنها لم تطالب بإسقاطها، خوفاً من أن يكون ذلك مطلباً مستحيلاً. وبدلا من ذلك، ركزوا على التغييرات المادية، مثل خفض الضرائب وانخفاض أسعار الضروريات.  وإلقى القبض على العديد من قادة الحركة واحتجازهم بتهمة "التعاون مع جهات أجنبية معادية، في انتهاك للقانون المحلي". وأحيل العديد منهم إلى المحاكم العسكرية.
منذ انطلاق الحركة، قاد الحركة المحامي مؤمن الناطور ويستمر في قيادتهت حتى اليوم. وفي عام 2020، انتحر أحد نشطاء التنظيم ويدعى سليمان العجوري. ونشرت صفحة الحركة على فيسبوك معلومات عن هذا الحدث، وربطت بين انتحار العجوري مباشرة وحرمان شباب غزة من حقوقهم الاقتصادية. واعتقل أربعة من أصدقاء العجوري عقب جنازته، بسبب ارتباطهم بالحركة. كما اعتقل العديد من الصحفيين الذين أبلغوا عن وفاته.
وفي تشرين الثاني/نوفمبر 2021، اكتسبت المجموعة زخمًا مرة أخرى على الإنترنت بعد غرق ثلاثة مهاجرين من غزة كانوا يحاولون الوصول إلى اليونان، وتقارير عن قيادة حماس تعيش أنماط حياة مترفة. واستمر ذلك في يوليو/تموز 2022، حيث شارك المتظاهرون مقاطع فيديو عبر الإنترنت لسكان غزة الذين يعيشون في فقر، وسكان في مواجهات جسدية مع قوات الأمن التابعة لحماس.
وفي أواخر يوليو/تموز وأوائل أغسطس/آب 2023، قادت الحركة مرة أخرى احتجاجات شخصية ردًا على مقتل رجل عن طريق الخطأ على يد السلطات في خان يونس. وردت حماس على الاحتجاجات بتعزيزات أمنية، واعتقلت عددا من المتظاهرين والصحفيين الذين كانوا يغطون المظاهرات.
وفر بعض نشطاء الحركة إلى أوروبا بعد تعرضهم للتهديد من قبل حماس بسبب تورطهم. لقد شاركوا في  المظاهرات، من خلال القنوات الإلكترونية والمجموعة الرسمية للحركة على الفيسبوك.

## الإجابة
وقد حاولت حماس التقليل من أهمية الحركة من خلال الادعاء بأن قيادتها إسرائيلية أو جزء من السلطة الفلسطينية. وفي التعامل مع المظاهرات الفعلية، استخدمت حماس الاعتقالات والقوة المفرطة.  وقد تعرض المشاركون الذين قبض عليهم للتعذيب. أفاد أحد المتظاهرين أنه فقد بصره بعد الاستجواب المتكرر.
كما قامت حماس بترهيب الصحفيين وصادرت معداتهم لردع التقارير عن الحركة أو احتجاجاتها.
وقد تلقت الحركة الدعم من منظمة التحرير الفلسطينية.